# Голомб, Давид
Дэвид Голомб (ивр. דוד גולומב‎ 4 февраля 1933, Тель-Авив, Подмандатная Палестина — 27 июня 2019) — израильский экономист, политик, который был членом Кнессета в партии Маарах, «Авода», «Демократическое движение за перемены» и «Шинуй» между 1968 и 1969 гг. и с 1977 г. по 1981 г.

## Биография
Голомб родился в Тель-Авиве во времена Мандата в семье Элиягу Голомба — одного из основателей Хаганы — и Ады, сестры будущего премьер-министра Израиля Моше Шарета. Он изучал экономику в Еврейском университете в Иерусалиме. В 1961 году он был назначен директором Института экономических исследований исполнительного комитета Гистадрута, а в 1965 году стал директором Центра планирования. Он также возглавлял отдел планирования концерна «Кур».
Будучи членом партии МАПАЙ, Голомб входил в избирательный список «Маарах» (совместный список, управляемый МАПАЙ и «Ахдут ха-Авода») на выборах 1965 года. Не пройдя в кнессет по итогам выборов напрямую, он стал депутатом с 9 декабря 1968 года (от партии «Авода» — результат слияния МАПАЙ, «Ахдут ха-Авода» и РАФИ), сменив Дова Садана, который подал в отставку. Он потерял свое место на выборах в следующем году.
В 1977 году Голомб вступил в новую партию «Демократическое движение за перемены» и занял одиннадцатое место в её списке на выборах в этом году. Впоследствии он был избран, поскольку партия получила 15 мест. Когда партия распалась в 1978 году, он присоединился к Шинуй, но 13 мая 1980 года он и Меир Амит вернулись в «Аводу». Он снова потерял свое место на выборах 1981 года. Затем работал в компании «Дан».
От жены Мирьям (умершей в 2002 году) имел троих детей. Умер 27 июня 2019 года.